# حوض البحيرات العظمى

خريطة حوض البحيرات الكبرى.

يتكون حوض البحيرات العظمى من البحيرات العظمى والأراضي المحيطة بها من ولايات إلينوي  وإنديانا وميشيغان ومينيسوتا  ونيويورك  وأوهايو وبنسلفانيا وولاية ويسكونسن في الولايات المتحدة، ومقاطعة أونتاريو في كندا، حيث يُشكل الجريان السطحي ومستجمعات المياه حوض صرف كبير والذي يغذي منطقة البحيرات. ويعتبر عموما أنه يشمل أيضا منطقة صغيرة حول وخارج وولف أيلاند، أونتاريو في الطرف الشرقي من بحيرة أونتاريو، والتي لا تصب في البحيرات العظمى، بل في نهر سانت لورانس.

## التركيبة السكانية
يُعتبر الحوض وطنا لأكثر من 33 مليون نسمة.  كما يشمل الحوض ثمانية من أكبر 20 مدينة في كندا، بما في ذلك تورونتو وهاملتون ولندن وسانت كاثرينز ونياجرا وأوشاوا ووندسور وباري. بالإضافة إلى مدن الولايات المتحدة دولوث وميلووكي وشيكاغو وغاري وديترويت وتوليدو وكليفلاند وإيري وبوفالو وروتشستر والتي تقع على ضفاف البحيرات العظمى.

## الأحواض الفرعية
تشكل كل بحيرة حوضا فرعيا مثل حوض بحيرة إيري ويتكون كل حوض فرعي من عدة مساقط مياه، مثل مستجمعات مياه بحيرة إيري في بنسلفانيا. يتم رصد حوض البحيرات الكبرى الكلي بواسطة لجنة البحيرات العظمى ثنائية القومية.

## حوض سانت لورانس
كيبيك، جزء من الأراضي التي تصب في حوض سانت لورانس، هي أحد الموقعين على ميثاق البحيرات العظمى عام 1985، وميثاق المرافق في 2001، والاتفاقات عام 2005. في حين أنها ليست جزءا من حوض البحيرات العظمى، إلا أن موقع كيبيك على طول نهر سانت لورنس البحري يجعلها شريكة في إدارة الموارد المائية مع أونتاريو والثمانية ولايات الأمريكية المذكورة أعلاه.

## محطات الطاقة النووية
هناك 38 محطة طاقة نووية في حوض البحيرات الكبرى. تأثير محطات توليد الطاقة هذه والنفايات التي تنتجها يجب تُجمع للتأكد من تأثيرها على حوض البحيرات العظمى.

## روابط خارجية
- Great Lakes Commission
- Hydrographic Regions of Quebec